# Ollie Josephine Prescott Baird Bennett

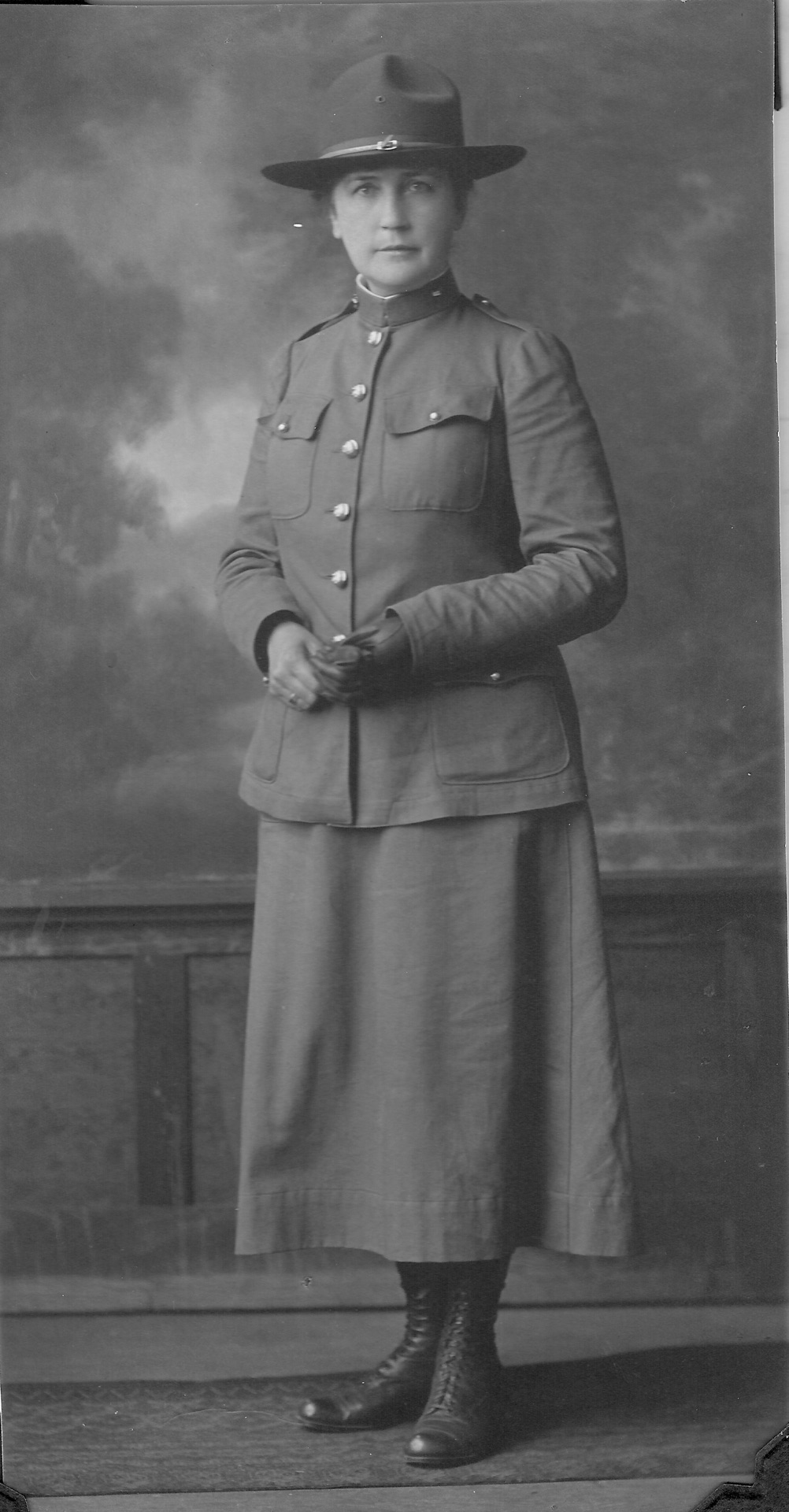
Ollie Josephine Prescott Baird Bennett

Ollie Josephine Prescott Baird Bennett (ur. 27 marca 1874 r. - zm. 4 lutego 1957 r. ) – była jedną z pierwszych pięciu kobiet służących jako lekarze w Korpusie Medycznym Armii USA i pierwszym porucznikiem płci żeńskiej w I wojnie światowej. Jako lekarz uczyła i pomagała pielęgniarkom oraz nakłoniła mężczyzn do stosowania znieczulenia w obozie McClellan w Alabamie. W wojsku służyła od 1 maja 1918 r. do 5 października 1918 r.

## Wczesne życie
Ollie Josephine Prescott Baird Bennett urodziła się w Decatur w hrabstwie Macon w stanie Illinois. Ukończyła University of Pittsburgh i szkołę medyczną w Bostonie.

## Pierwsza wojna światowa
Ollie Josephine Prescott Baird była pierwszą kobietą zatrudnioną w armii amerykańskiej jako oficer medyczny. Po wstąpieniu do wojska została wysłana na kurs anestezjologii w Mayo Clinic w Rochester w stanie Nowy Jork. Była jednym z anestezjologów kontraktowych, którzy służyli w Stanach Zjednoczonych wraz z Mary Botsford i Dolores Pinero.
Dr Baird została przydzielona do Fortu McClellan (niedaleko Anniston w Alabamie), gdzie uczyła pielęgniarki i instruowała mężczyzn w zakresie dozowania znieczulenia. Była również odpowiedzialna za znieczulenie w dwóch salach operacyjnych, gdzie codziennie podawała znieczulenie około sześciu pacjentom.
Podczas wojny była zmuszona do zaprojektowania własnego munduru, ponieważ armia amerykańska nie posiadała żeńskich modeli dla lekarzy. Według dr Bairda powiedziano jej, że nie wolno jej nosić insygniów, ale dzięki naczelnikowi szpitala wyrażono zgodę na noszenie na kapeluszu sznurka oznaczającego status porucznika.
Po skończeniu swojej służby wojskowej, Ollie została powołana do Rady Przemysłu Wojennego.

## Życie osobiste
Ollie Josephine Stackhouse poślubiła George'a L. Prescotta (15 lipca 1889 r.) w Chicago. Z tego małżeństwa miała jedną córkę, Olive. Dnia 3 lipca 1909 r. wyszła za mąż ponownie, za Williama F. Bairda w Bostonie i miała z nim dwoje dzieci. Po dwukrotnym owdowieniu wyszła za mąż za Christophera C. Bennetta w 1934 r.
Dr Bennett była bardzo aktywna w swojej społeczności. W 1928 r. Wstąpiła do Kapituły Mary Washington of the Daughters of the American Revolution (Córek Amerykańskiej Rewolucji). Była statutowym członkiem Stowarzyszenia Kobiet Ameryki w Waszyngtonie, Stowarzyszenia Historycznego w Meryland, Stowarzyszenia Ochrony Zabytków Virginii, Narodowego Stowarzyszenia Geologicznego, Orderu Gwiazdy Wschodniej i Narodowego Kościoła Prezbiteriańskiego. Jej pasją były badania genealogiczne i historyczne.
Ollie Josephine zmarła 4 lutego 1957 r. W Aleksandrii w stanie Wirginia i została pochowana na Cmentarzu Narodowym w Arlington.